# Eurycyde unispina
Eurycyde unispina är en havsspindelart som beskrevs av Stock, J.H. 1986. Eurycyde unispina ingår i släktet Eurycyde och familjen Ammotheidae. Inga underarter finns listade i Catalogue of Life.